# YASSA
YASSA (Jugoslavenski asortiman sportskih artikala) bila je robna marka sportskih artikala današnje varaždinske tvrtke VIS Konfekcija.

## Povijest
Osmišljavanje i početak proizvodnje robne marke započelo je krajem 1960-ih. VIS iz Varaždina odlučio je svoj asortiman obogatiti sportskom odjećom i postao ozbiljan konkurent na tržištu. Ta linija sportske odjeće nazvana je YASSA. Slogan je bio: SPORT, RADOST, PRIJATELJSTVO.
YASSA je ubrzo postala partner jugoslavenskih sudionika Olimpijskih igara, a njezino se ime pojavilo na brojnim domaćim i inozemnim sportskim događanjima kao što su: Olimpijske igre u Montrealu, Moskvi, Lake Placidu, Sarajevu, Seulu i Mediteranske igre u Splitu.
Autor logotipa i vizualnog identiteta nastalih 1974. je Boris Ljubičić.

## Proizvodi
Najpoznatiji proizvod bile su za ono vrijeme dobro dizajnirane i izdržljive trenirke, u socijalistički crvenoj i plavoj boji, s bijelim zvijezdama na rukavima i nogavicama. Reklamirao ih je Đogani, tadašnji svjetski prvak u disko-plesu. YASSA proizvode nosili su i košarkaški klub Cibona, boksač Željko Mavrović, Bojan Križaj, Jure Franko i drugi.